# Giovanni d'Austria (governatore 1629)
Don Juan José de Austria, italianizzato in don Giovanni Giuseppe d'Austria (Madrid, 7 aprile 1629 – Madrid, 17 settembre 1679), è stato un condottiero e politico spagnolo.

## Biografia

### Infanzia ed educazione

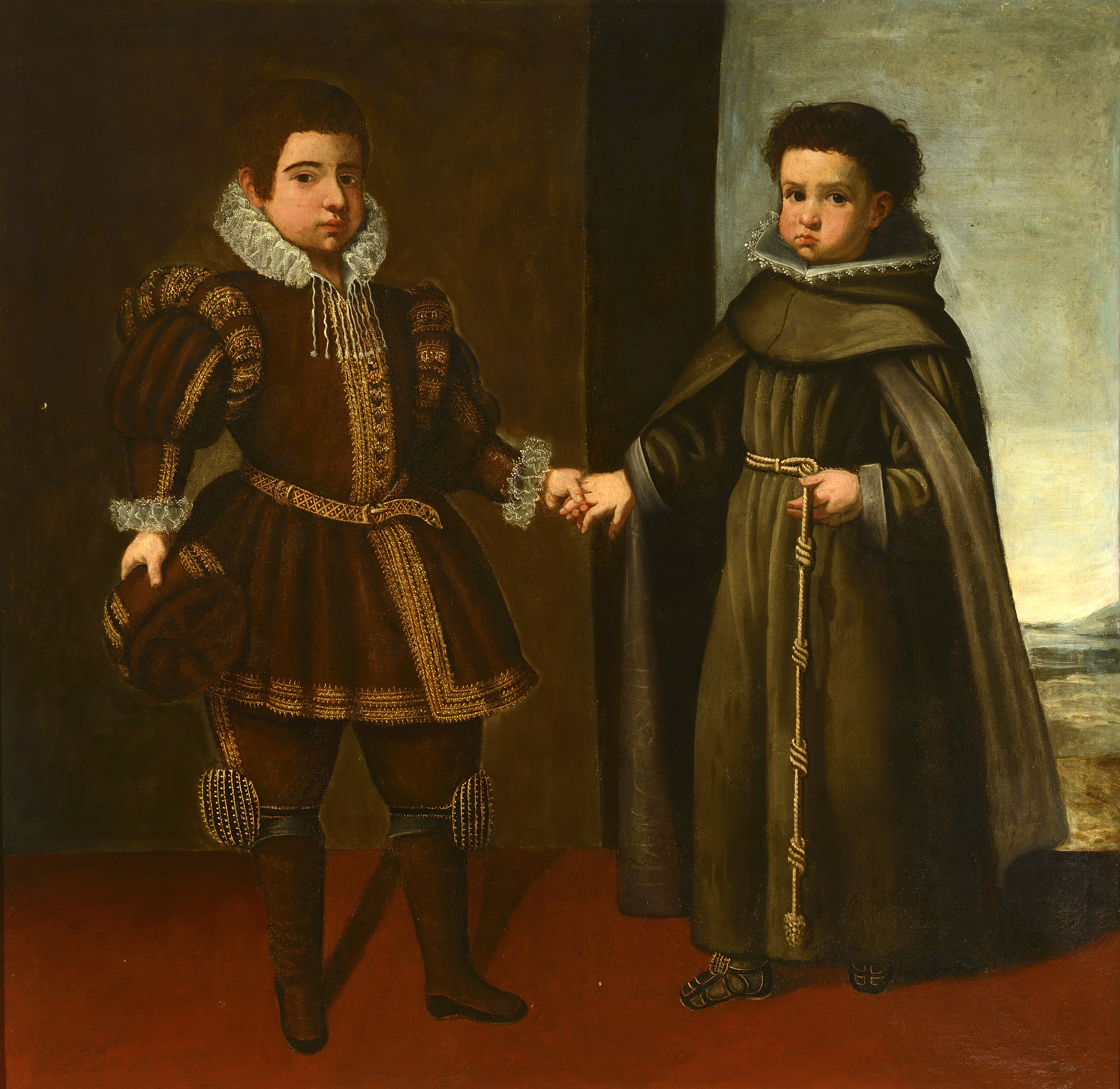
Don Giovanni ed il fratello Alonso Enríquez de Santo Tomás ritratti in tenera età da Diego Velazquez nel 1636

Figlio illegittimo di re Filippo IV di Spagna, sua madre era María Calderón, una famosa attrice, che si ritirò in un convento dopo la sua nascita, mentre suo fratello fu Alonso Enríquez de Santo Tomás, in seguito frate.
Crebbe a León presso una donna di condizioni modeste che probabilmente ignorava il lignaggio del pupillo, per quanto questi ricevesse la migliore educazione a Ocaña, nei pressi di Toledo.
Nel 1642, il Re lo riconobbe ufficialmente come suo figlio e il Principe iniziò la sua carriera politica in qualità di rappresentante militare degli interessi del padre.

### Carriera militare e governatorati
Infatti, don Giovanni fu inviato nel 1647 a Napoli con una squadra navale e un corpo di spedizione per reprimere la Repubblica Napoletana, costituitasi a seguito dell'insurrezione di Masaniello: in un primo momento si limitò ad assediare la città e a infiltrare agenti, aspettando che il sostegno popolare verso i governanti filo francesi venisse meno, poi, ottenuta la cacciata dei promotori della rivolta, entrò nella città restaurando il vicereame.
L'anno seguente, esauriti i focolai di rivolta, don Giovanni fu inviato in Sicilia come viceré da cui partì, nel 1651, per guidare un corpo di spedizione in Catalogna allo scopo di riconquistare Barcellona, l'unica città importante della Catalogna a essere rimasta fedele alla sollevazione del 1640. Dopo un lungo assedio, nell'ottobre del 1652, la città si arrese e don Giovanni poté adottare una saggia politica di pacificazione per la quale fu a lungo ricordato.
In entrambe le occasioni fu aiutato anche dalle proprie qualità umane: la simpatia, la personalità brillante, anche l'aspetto fisico, gli occhi luminosi e i capelli corvini, contribuirono a fare del principe una figura apprezzata dalla popolazione.
Nel 1656, Filippo IV gli conferì il titolo di Governatore dei Paesi Bassi spagnoli e di comandante dell'Armata delle Fiandre, dove ottenne alcuni successi militari come la vittoria di Valenciennes, dove il suo esercito, numericamente inferiore, colse di sorpresa l'armata francese del Duca di Turenne; in questo scontro si distinse anche per doti di coraggio personale dato che guidò personalmente la cavalleria spagnola.
Due anni dopo, invece, la sorte si capovolse in quanto il Visconte di Turenne, con l'appoggio delle truppe di Oliver Cromwell, sconfisse l'Armata di Fiandra presso Dunkerque, nonostante i consigli del Conte di Condé e l'estremo coraggio dei soldati.
Conclusasi la guerra franco spagnola, tra il 1661 e 1662, combatté contro i portoghesi in Estremadura, dove colse alcuni limitati successi sebbene le truppe spagnole, mal equipaggiate, con un morale assai basso e irregolarmente pagate, non dessero sufficientemente affidamento.
Infatti, quando don Giovanni invase l'Algarve, nel 1663, le forze portoghesi, rafforzate da un corpo di spedizione inglese, sotto il comando di Frederick Schomberg, sconfissero le truppe spagnole a Estremoz.
Nonostante la sconfitta, non perse l'appoggio del padre ma trovò un fiero oppositore nella regina Marianna d'Austria, madre dell'infante Carlo di Spagna, l'unico figlio superstite legittimo del Re, ed ella fece sì che don Giovanni fosse rimosso dal comando e inviato alla sua magione a Consuegra.

### Opposizione al governo della Regina
Dopo la morte di Filippo IV nel 1665, don Giovanni divenne il capo riconosciuto dell'opposizione al governo della Regina vedova e del suo valido, il gesuita tedesco Johann Eberhard Nidhard.
A seguito dell'assassinio di un servo, don Giovanni, approfittando dei contraccolpi del Trattato di Lisbona e delle sconfitte nella guerra di devoluzione, si mise alla testa della rivolta di Aragona e Catalogna, ottenendo l'espulsione di Nithard il 25 febbraio 1669.
A seguito del colpo di Stato, don Giovanni fu, però, costretto ad accontentarsi del vicereame di Aragona e al gesuita successe Fernando de Valenzuela, I marchese di Villasierra.

### Popish Plot
Il suo nome occupa un posto di rilievo nel Popish Plot di Titus Oates nel 1678: infatti, Oates imprudentemente affermò di aver incontrato don Giovanni a Madrid. Interrogato a sua volta dal re Carlo II d'Inghilterra, sbagliò a descriverne l'aspetto, venendo corretto dallo stesso sovrano che aveva conosciuto don Giovanni nel 1656. Divenne allora chiaro che le accuse di complotto addotte da Oates erano false.

### Primo ministro di Spagna e morte
Il governo di Fernando de Valenzuela fu mediocre e, nel 1677, Don Giovanni, con l'appoggio del sovrano e della nobiltà, esiliò Valenzuela e divenne Primo ministro di Spagna.
Il suo governo non durò a lungo poiché don Giovanni morì, forse avvelenato, il 17 settembre 1679 a Madrid e venne sepolto nel Monastero dell'Escorial.

## Ascendenza
|                             |   |                       | Genitori                  |  |  | Nonni |  |  | Bisnonni             |  |  | Trisnonni         |  |
|                             |   |                       |                           |  |  |       |  |  | Filippo II di Spagna |  |  | Carlo V d'Asburgo |  |
|                             |   |                       |                           |  |  |       |  |  | Filippo II di Spagna |  |  | Carlo V d'Asburgo |  |
|                             |   | Isabella d'Aviz       |                           |  |  |       |  |  | Filippo II di Spagna |  |  |                   |  |
| Filippo III di Spagna       |   |                       |                           |  |  |       |  |  | Filippo II di Spagna |  |  |                   |  |
|                             |   | Anna d'Austria        | Massimiliano II d'Asburgo |  |  |       |  |  |                      |  |  |                   |  |
|                             |   | Anna d'Austria        | Massimiliano II d'Asburgo |  |  |       |  |  |                      |  |  |                   |  |
|                             |   | Anna d'Austria        | Maria d'Asburgo           |  |  |       |  |  |                      |  |  |                   |  |
| Filippo IV di Spagna        |   | Anna d'Austria        |                           |  |  |       |  |  |                      |  |  |                   |  |
|                             |   | Carlo II d'Austria    | Ferdinando I d'Asburgo    |  |  |       |  |  |                      |  |  |                   |  |
|                             |   | Carlo II d'Austria    | Ferdinando I d'Asburgo    |  |  |       |  |  |                      |  |  |                   |  |
|                             |   | Carlo II d'Austria    | Anna Jagellone            |  |  |       |  |  |                      |  |  |                   |  |
| Margherita d'Austria-Stiria |   | Carlo II d'Austria    |                           |  |  |       |  |  |                      |  |  |                   |  |
|                             |   | Maria Anna di Baviera | Alberto V di Baviera      |  |  |       |  |  |                      |  |  |                   |  |
|                             |   | Maria Anna di Baviera | Alberto V di Baviera      |  |  |       |  |  |                      |  |  |                   |  |
|                             |   | Maria Anna di Baviera | Anna d'Asburgo            |  |  |       |  |  |                      |  |  |                   |  |
| Don Giovanni d'Austria      |   | Maria Anna di Baviera |                           |  |  |       |  |  |                      |  |  |                   |  |
|                             | … | …                     |                           |  |  |       |  |  |                      |  |  |                   |  |
|                             | … | …                     |                           |  |  |       |  |  |                      |  |  |                   |  |
|                             | … | …                     |                           |  |  |       |  |  |                      |  |  |                   |  |
| …                           | … |                       |                           |  |  |       |  |  |                      |  |  |                   |  |
|                             |   | …                     | …                         |  |  |       |  |  |                      |  |  |                   |  |
|                             |   | …                     | …                         |  |  |       |  |  |                      |  |  |                   |  |
|                             |   | …                     | …                         |  |  |       |  |  |                      |  |  |                   |  |
| Maria Calderón              |   | …                     |                           |  |  |       |  |  |                      |  |  |                   |  |
|                             |   | …                     | …                         |  |  |       |  |  |                      |  |  |                   |  |
|                             |   | …                     | …                         |  |  |       |  |  |                      |  |  |                   |  |
|                             |   | …                     | …                         |  |  |       |  |  |                      |  |  |                   |  |
| …                           |   | …                     |                           |  |  |       |  |  |                      |  |  |                   |  |
|                             |   | …                     | …                         |  |  |       |  |  |                      |  |  |                   |  |
|                             |   | …                     | …                         |  |  |       |  |  |                      |  |  |                   |  |
|                             |   | …                     | …                         |  |  |       |  |  |                      |  |  |                   |  |
|                             |   | …                     |                           |  |  |       |  |  |                      |  |  |                   |  |